# سالن ورزشی شهدای هفتم تیر
سالن ورزشی شهدای هفتم تیر (با نام پیشین سالن محمدرضا شاه) از سالن‌های ورزشی قدیمی تهران است که در سال ۱۳۳۶ خورشیدی به منظور برگزاری مسابقات جهانی وزنه‌برداری ۱۹۵۷ در تهران افتتاح شد. این سالن ورزشی در خیابان فیاض‌بخش، ضلع شمال پارک شهر واقع شده است. این سالن میزبان مسابقات زیادی بوده است. تهران برای دومین و آخرین بار در این سالن میزبان مسابقات قهرمانی وزنه‌برداری جهان ۱۹۶۵ بود. قهرمانانی چون محمود نامجو، علی صفا سنبلی، حسن رهنوردی، فیروز پژهان، جلال منصوری، محمد نصیری، پرویز جلایر و نصرالله دهنوی و… در این سالن موفق به کسب افتخار و شکستن رکوردهای دنیا شده‌اند. همچنین از رشته کشتی ورزشکاران نامداری مانند جهان پهلوان تختی، پهلوان عباس زندی، توفیق جهانبخت، محمود ملاقاسمی، ناصر گیوه چی، منصور مهدی‌زاده، محمدعلی صنعتکاران، منصور برزگر، ابراهیم جوادی و… در آن کشتی گرفته‌اند.
سالن ورزشی شهدای هفتم تیر تهران که در سال‌های گذشته علاوه بر برگزاری رقابت‌های کشتی، مسابقه‌های سایر رشته‌های ورزشی از جمله والیبال، بسکتبال، وزنه‌برداری و رشته‌های رزمی در آن برگزار می‌شد، حدود پنج سال پیش کاملاً در اختیار هیئت کشتی استان تهران قرار گرفت و پس از بازسازی، مرمت و زیباسازی آن به نام «خانه کشتی استان تهران» تغییر نام داد اما به دلیل اختلاف فدراسیون کشتی با هیئت کشتی استان تهران این سالن در اختیار رقابت‌های انتخابی تیم‌های ملی کشتی آزاد و فرنگی ایران در خرداد ۱۳۹۴ قرار نگرفت.

## رویدادها
در اردیبهشت سال ۱۳۹۳ این سالن میزبان ۱۰ تیم برتر کشتی فرنگی دنیا در پیکارهای جام جهانی کشتی فرنگی مردان بود. این رقابت‌ها قرار بود مانند گذشته در سالن ۱۲ هزار نفری مجموعه ورزشی آزادی تهران برگزار شود اما مسئولان این مجموعه ورزشی مبالغ زیادی را برای برگزاری دو روزه رقابت‌ها مطالبه کردند و همچنین بازسازی آن هم به حدود ۷۰۰ میلیون تومان نیاز داشت که فدراسیون کشتی ترجیح داد این هزینه را در سالن اختصاصی خود در شهدای هفتم تیر تهران انجام دهد.

## بازسازی
این سالن قدیمی در نیمه نخست سال 1401 مورد بازسازی اساسی قرار گرفت و در شهریورماه همان سال افتتاح مجدد شد. گنجایش تماشاگران سالن مسابقه هفتم تیر نیز از هزار و 500 نفر به سه هزار نفر رسیده و به آشپزخانه و رستوران حرفه‌ای مجهز شده است. فضای اقامتی نیز برای آن در نظر گرفته شده است.